# B. Traven
B. Traven, nemško-mehiški pisatelj, * 5. marec 1890, † 26. marec 1969, Ciudad de México, Mehika.

## Življenje
O njegovem življenju ni znanih veliko podatkov. Še v 50. letih 20. stoletja so zapisali, da je eden izmed redkih pisateljev, ki je tako dolgo uspel prikrivati svojo identiteto. Celo založbe, pri katerih je izdajal svoje knjige, o njem niso vedele veliko. 
Večino svojih najbolj znanih del je objavil v Nemčiji pred Hitlerjevim vzponom na oblast. Po propadu revolucije na Bavarskem je od leta 1919 živel v Mehiki, po vsej verjetnosti kot politični emigrant, zato ga ponekod označujejo kot mehiškega pisatelja nemškega rodu.
Pisal je v nemščini in sicer dela s pustolovsko, zgodovinsko in socialno tematiko, ki se dogajajo večinoma v Mehiki. Pogosto uporablja španske besede, besedne zveze in stavke. 
Najpomebnejša Travnova dela so prevedena v slovenščino (prevajalci Janko Liška, Jaro Komac, Božidar Pahor, Severin Šali, Zora Tavčar).
Zaradi načina pisanja so ga nekateri primerjali s pisateljem Jackom Londonom.

## Druge teorije
Nemški časopis Die Zeit je 29. januarja 1960 objavil novico o Ivani in Martinu Traven, sestri in bratu iz vasi Utik, ki sta prepričana, da sta na fotografiji, na katero sta po naključju naletela v ljubljanskem tedniku in ki prikazuje moškega po imenu Hol Kroves, ki se pogosto pojavlja kot Travnov agent, prepoznala svojega od prve svetovne vojne izginulega brata Franza Travna. Vrsta indicev pravtako da govori v prid temu, da "B. Traven" vendarle ni psevdonim in da sta Hol Kroves in B. Traven ista oseba ter da gre za izgubljenega sina slovenskega tesarja.

## Dela (povesti in romani)
- Obiralci bombaža (1926)
- Mrtvaška ladja (1926)
- Zaklad Sierre Madre (1927)
- General iz džungle
- Zares krvava zgodba (Banditski zdravnik)
- Vozički (1931)
- Upor obešancev
- Bela roža (1930)
- Most v džungli
- Vlada